# Kocs
Kocs là một thị trấn thuộc hạt Komárom-Esztergom, Hungary. Thị trấn này có diện tích 58,26 km², dân số năm 2010 là 2632 người, mật độ 45 người/km².